# Hibbertia desmophylla
Hibbertia desmophylla är en tvåhjärtbladig växtart som först beskrevs av George Bentham, och fick sitt nu gällande namn av F. Müll. Hibbertia desmophylla ingår i släktet Hibbertia och familjen Dilleniaceae. Inga underarter finns listade i Catalogue of Life.